# 페르디카스 2세

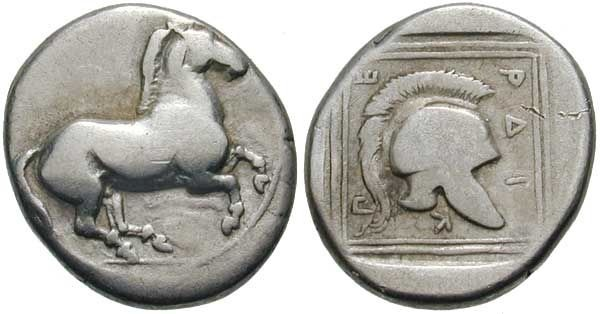

페르디카스 2세(Perdiccas II)는 마케도니아의 왕(454 ~413 BC)이었다. 알렉산더 1세의 앙자였다.

## 개요
기원전 452년 알렉산더의 사후 마케도니아 왕국은 떨어져나가기 시작하였다. 마케도니아 종족은 거의 완전히 자치적이었고 왕과는 매우 약하게 동맹하였다. 기원전 434년까지는 페르디카스의 형제 필립은 왕좌에 도전하였다. 그리고 아테네와 엘리메아의 왕 데르다스의 지지를 얻었다. 페르디카스는 포티다에아를 포함한 아테네에 조공하는 도시들의 반란을 배후 조정하여 맞섰다.
아테네는 군사력으로 대응하였고 마케도니아로 30척의 배로 1000인의 장갑 보병을 마케도니아로 보냈다. 그곳에서 그들은 테르미를 붙잡았다. 그들은 계속하여 피드나를 포위하였고 그곳에서 40척의 배에 2000명의 보병의 지원군을 만났다. 그러나 아테네가 피드나를 포위하면서 그들은 코린토스가 포티다에아를 지원하기 위해 1600명의 장갑보병과 200명의 경보병을 보냈다는 소식을 접수하였다.
새로운 위협과 싸우기 위해 아테네는 페르디카스 왕 동맹하여 포티다에아로 나아갔다. 페르디카스는 즉각 조약을 깨고 포티다에아로 진군하였다. 아테네인들은 결국 승리하였지만 시보타 전투는 펠로폰네소스 전쟁으로 이어졌다. 그것은 결국 아테네 패권을 파괴하였다.
기원전 431년 아테네는 트라키아의 왕 시탈케스와 동맹하였다. 아테네인 님포도루스가 시탈케스의 누이와 결혼한 후였다. 님포도루스는 그 후 아테네와 페르디카스 간의 합의를 협상하였다. 그 협상에서 페르디카스는 테마를 회복하였다. 결과적으로 아테네는 필립을 위한 그의 지지를 철회하였다. 그리고 소아시아 인들은 그를 체포하는데 페르디카스를 돕기로 약속하였다. 보답으로 페르디카스는 찰키디아인들에게로 진군하였는데 그들을 그는 원래 반란하도록 설득하였었다.
그러나 페르디카스는 한번더 아테네인들을 배반하였고 429년 1000명의 군대를 스파르타를 지원하기 위해 아르카나니아에 보냈다. 그러나 그들이 너무 늦게 도왔다. 이에 대해서 시탈케스는 아테네에서의 지원을 약속을 받고 마케도니아로 침입하였다. 이 지원은 결코 실체화되지 않았고 페르디카스는 다시 한번 외교를 사용하여 마케도니아의 생존을 분명히 하였다. 그는 시탈케스의 조카에게 그의 누이를 시집보내시로 약속하였는데 그녀는 시탈케스가 떠나도록 설득하였다.
이후에 페르디카스는 스파르타와 동맹하였고 기원전 424년에는 스파르타의 브라시다스를 도와 아테네로부터 중요한 식민지 암피폴리스를 취하였는데 함대를 위한 목재를 얻기 용이하기 때문이었다. 이것은 아테네에게는 심각한 강타였고 그들을 이후로는 마케도니아 목재만을 사용하게 하였다. 그것은 마케도니아의 협상력을 강화시켰다.
이에 대한 보상으로 스파르타인들은 페르디카스를 도와서 그의 국경을 안전하게 하기 위해 일리리아인들의 지원의 약속을 받고 린쿠스의 왕 아라바에우스의 강습을 이끌었다. 그러나 일리리아인들은 편을 바꾸어 페르디카스와 그의 스파르타 동맹을 공격하였다. 오합지졸 마케도니아 군대는 달아났고 그리하여 스파르타인들은 후퇴하고 분노하며 마케도니아 군대의 운송 훈련을 공격하였다. 이것은 마케도니아와 펠로폰네소스간의 관계를 그 후 시큼하게하였다. 그리고 페르디카스를 아테네에 가깝게 하였다. 결국 423년 그들과 동맹을 맺었다.
기원전 417년까지 페르디카스는 아테나를 버리고 스파르타-아르고스 동맹에 합류하였다. 단지 4년 후에 아테네의 압력에 굴복하여 페르디카스는 펠로폰네소스 동맹을 깨고 아테네와 연합하여 암피폴리스를 공격하였다. 기원전 413년 그는 죽고 그의 왕자 아르켈라우스가 왕이 되었다.